# Dacia 1100
El Dacia 1100 es un pequeño sedán de motor trasero, fabricado por el fabricante de automóviles rumano Dacia de 1968 a 1972. Salvo algunos detalles, es idéntico al Renault 8, lanzado en 1962 en el mercado francés.

## Historia
En septiembre de 1966, el gobierno rumano firma un acuerdo con Régie Renault, para construir una planta en la ciudad de Piteşti, al noroeste de Bucarest, para fabricar el Renault 12 bajo licencia, al que denominarían Dacia 1300. No obstante, el desarrollo del Renault 12 no se había terminado cuando la fábrica se completó en 1968. Por lo que, mientras esto ocurría, se decide fabricar el Renault 8 bajo licencia, denominado Dacia 1100. 
El primer Dacia en la historia se lanza el 3 de agosto de 1968, y se ofrece al presidente Ceauşescu, quien inaugura la fábrica pocos días después. La cual, era en realidad una planta de montaje, ya que todas las piezas se importaban desde Francia en régimen de CKD.
Un año después de su lanzamiento del Dacia 1100, la planta se divide el trabajo para montar el Dacia 1300. Por la misma época, Dacia construyó el 1100 Sport, destinado a la policía rumana. También aparecería en algunas competiciones locales.
Un total de 26.582 Dacia 1100 fueron montados, de los cuales 2.030 en el año 1968, 12.375 en el año 1969 y 12.177 en el año 1970.